# Дэ-цзун
Дэ-цзун (кит. 德宗, 27 мая 742 — 25 февраля 805) — двенадцатый император китайской империи Тан, сын и преемник Дай-цзуна, правил в 779—805 годах.
Личное имя — Ли Ко, храмовое имя — Дэ-цзун , посмертное имя — Шэньу сяовэнь хуанди (神武孝文皇帝).

## Биография
Родился 27 мая 742 года в семье Ли Чу, будущего императора Дай-цзуна. При рождении получил имя Ли Ко. Время его учёбы пришлось на мятеж Ань Лушаня в 755—757 годах. В дальнейшем вместе с дедом и отцом участвовал в подавлении этого восстания. В 764 году стал наследником трона. Ли Ко активно влиял на политику, стараясь помочь императору в обуздании военных губернаторов (цзедуши).
В 779 году во время болезни Дай-цзуна стал сначала регентом, а в том же году после смерти последнего был провозглашён императором Дэ-Цзуном.
После восшествия на трон начал бороться с коррупцией, которая приобрела угрожающие формы при его предшественнике. Были сосланы канцлер Чан Гун и генерал Го Ций. Он также значительно сократил расходы на императорский двор, отменил практику, при которой военные губернаторы вместо налогов присылали из провинций дань. В 780 году пересмотрел систему налогов: вместо множества существовавших ранее было введено два налога (так называемая система двух налогов). Один налог собирался со всех семей в зависимости от размера их имущества, второй — с обрабатываемой земли. Они распространялись не только на крестьян, но и на всех землевладельцев и арендаторов. Размер их колебался в зависимости от провинции. Собирались эти налоги дважды в год: летом и осенью. Часть направлялась центральному правительству, другая — провинциям.
Дэ-цзун стал проводить политику по отмене практики наследования военных губернаторств. К 783 году она в целом принесла свои плоды. Тогда же восстали наиболее могущественные цзедуши Чжу Си, Ли Хуайгуань, Ли Сили. Сначала они захватили столицу Чанъань, а император был вынужден бежать. Благодаря сыну Ли Суну Дэ-цзун в конце концов подавил мятеж, однако столкновения продолжались до 786 года.
В дальнейшем политика Дэ-цзуна сводилась, с одной стороны, к обороне против нападений кочевников на территории современного Туркестана и в Ордосе, с другой — к уменьшению власти военных губернаторов. Но здесь он не смог добиться окончательного успеха. Умер 25 февраля 805 года.

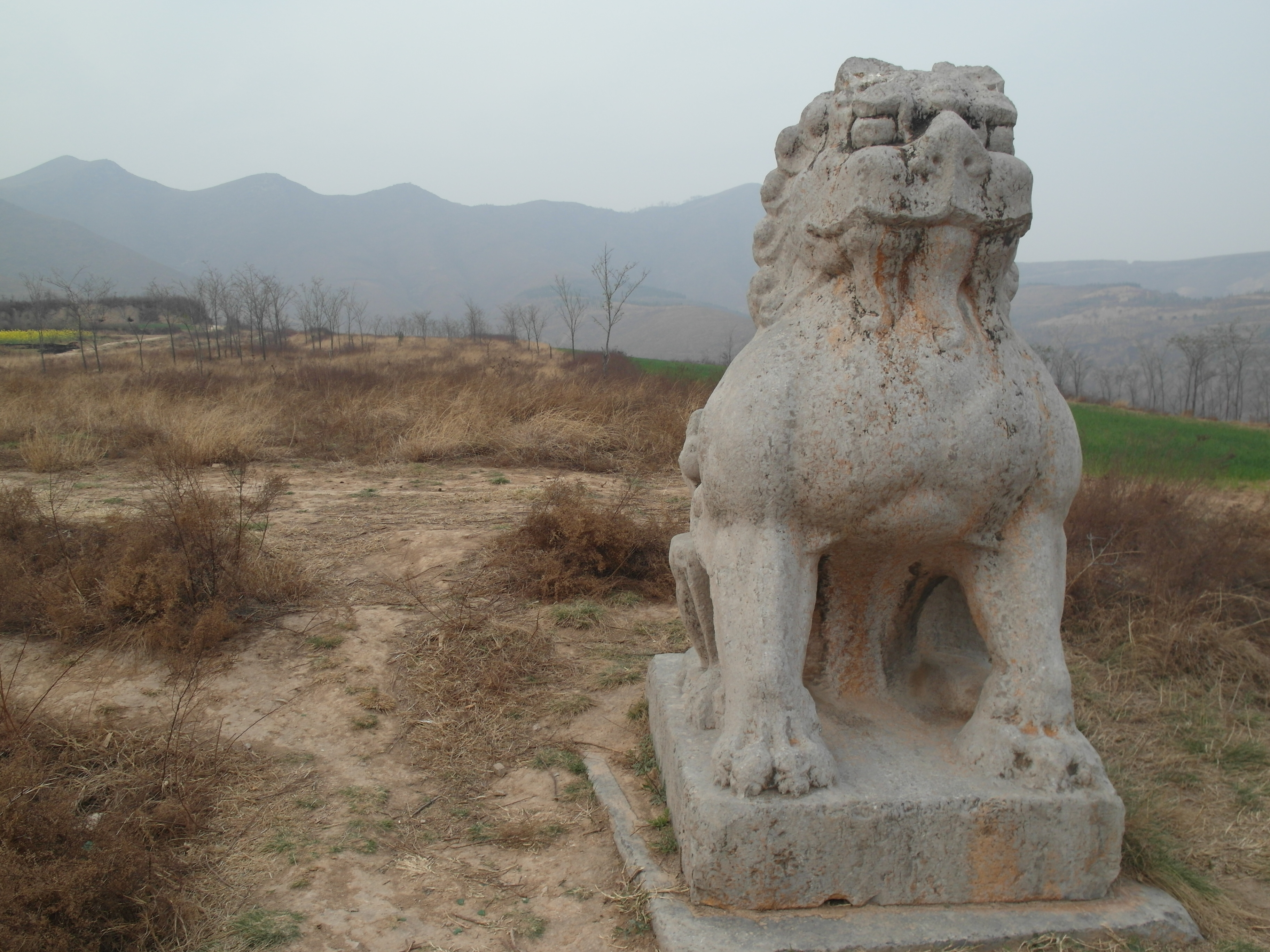
Гробница Императора Дэ-цзуна, в провинции Шэньси